# 卵孢胶盘耳
卵孢胶盘耳（学名：Guepiniopsis ovisporus）是属于花耳目花耳科胶盘耳属的一种真菌，生长在朽木上。该种分布于中国。